# Migdolus exul
Migdolus exul é uma espécie de coleóptero da tribo Anoplodermatini (Anoplodermatinae). Com distribuição restrita ao estado de Rondônia (Brasil).